# 칼 어번
칼 어번(Karl Urban, 1972년 6월 7일 ~ )은 뉴질랜드의 배우이다.

## 출연 작품

### 영화
- Heaven (1998)
- The Irrefutable Truth about Demons (2000)
- 뉴질랜드 이불 도난사건 (2000, The Price of Milk)
- 고스트 쉽 (2002)
- 반지의 제왕: 두 개의 탑 (2002) - 에오메르 역
  - 반지의 제왕: 왕의 귀환 (2003)
- 본 슈프리머시 (2004)
- 리딕: 헬리온 최후의 빛 (2004)
- 둠 (2005) - 둠가이 역
- 아웃 오브 더 블루 (2006)
- 패스파인더 (2007)
- Reclaiming the Blade (2009) - 다큐멘터리
- 스타 트렉: 더 비기닝 (2009) - 레너드 매코이 역
  - 스타 트렉: 다크니스 (2013)
  - 스타 트렉: 비욘드 (2016)
- 다크니스 (2010)
- 레드 (2010)
- 프리스트 (2011)
- 저지 드레드 (2012) - 저지 드레드 역
- 리딕 (2013)
- 다이노소어 어드벤처 3D (2013) - 잭 삼촌 역
- 더 로프트: 비밀의 방 (2014)
- 피터와 드래곤 (2016) - 목소리
- 토르: 라그나로크 (2017) - 엑시큐셔너 역
- 행맨 (2017) - 윌 루이니 형사 역
- 더 리벤지 (2017) - 스트로드 경관 역
- 벤트: 마약의 도시 (2018) - 대니 역
- 스타워즈: 라이즈 오브 스카이워커 (2019) - 카메오 출연
- 씨 비스트 (2022) - 제이컵 홀랜드 역 (목소리)

### 텔레비전
- 쇼트랜드 스트리트 (1993-94)
- 헤라클레스 (1996-98) - 큐피드 / 율리우스 카이사르 역
- 여전사 지나 (1996-2001)
- 더 보이즈 (2019-현재)
- 젠 V (2023)